# Mitja
Mitja je moško osebno ime.

## Izvor imena
Ime Mitja je skrajšana oblika moškega osebnega imena Dimitrij.

## Različice imena
Demeter, Demetrij, Dimitrij, Dimitrije, Dimitar, Mitjan, Mitko, Mito, Mičo, Mitjaž

## Pogostost imena
Po podatkih Statističnega urada Republike Slovenije je bilo na dan 31. decembra 2007 v Sloveniji število moških oseb z imenom Mitja: 6.841. Med vsemi moškimi imeni pa je ime Mitja po pogostosti uporabe uvrščeno na 33. mesto.

## Osebni praznik
V koledarju je ime Mitja uvrščeno k imenoma Dimitrij oziroma Demetrij.